# Walter Telemann

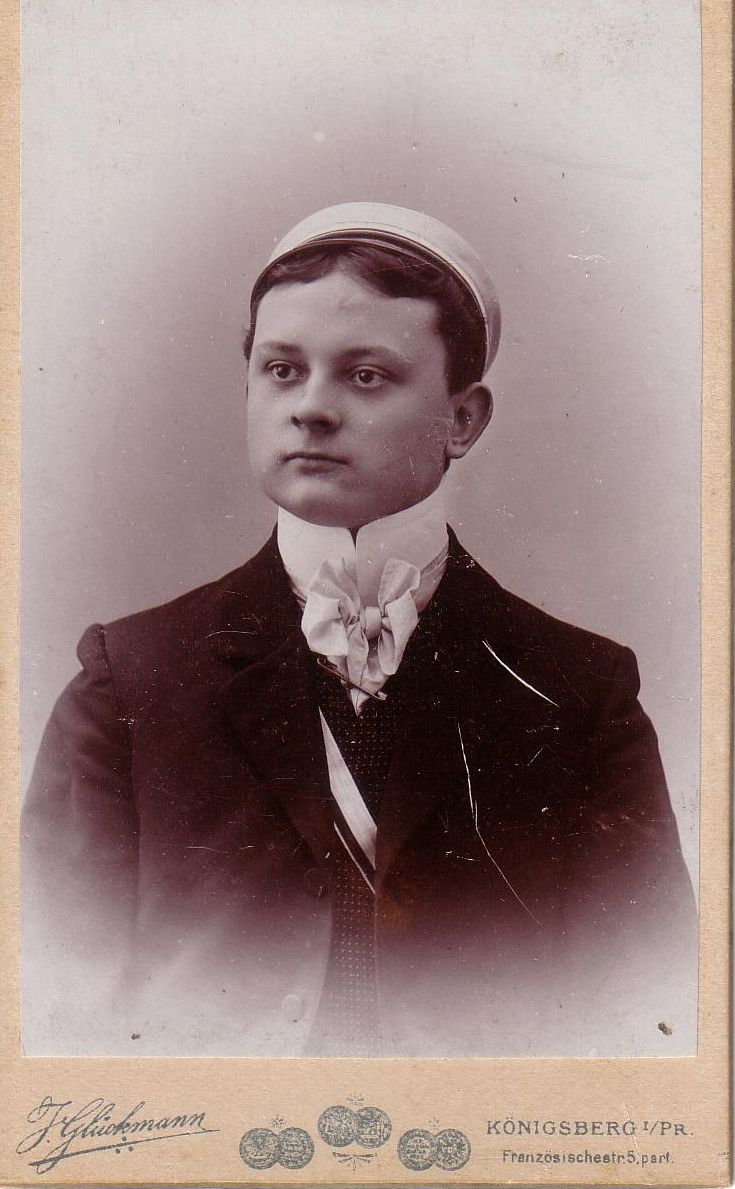
Walter Telemann

Walter Telemann (* 8. Februar 1882 in Königsberg i. Pr.; † 20. November 1941 ebenda) war ein deutscher Internist und Radiologe.

## Leben
Telemann war ein Nachfahre von Georg Philipp Telemann. Er besuchte das Altstädtische Gymnasium und studierte Medizin an der Albertus-Universität Königsberg und der Friedrichs-Universität Halle. Er wurde Mitglied des Corps Masovia (1900) und des Corps Palaiomarchia (1902). In Königsberg wurde er am 15. November 1906 zum Dr. med. promoviert. Zunächst in der Pathologie der Philipps-Universität Marburg, ging er zu Julius Schreiber in der Inneren Medizin der Königsberger Universitätskliniken. Am Institut für experimentelle Physik befasste er sich mit der neuen Röntgentechnik. 1911 habilitierte er sich für Innere Medizin. Als Facharzt eröffnete er 1913 in Königsberg eine Arztpraxis mit Röntgeneinrichtung. Er nahm als Kriegsfreiwilliger am Ersten Weltkrieg teil und war leitender Arzt eines Festungslazaretts. Als Oberarzt erhielt er das Eiserne Kreuz II. Klasse. Von 1917 bis 1919 war er fachärztlicher Beirat für Röntgenologie beim Stellvertretenden Generalkommando des I. Armee-Korps. Nach Kriegsende errichtete er das in Ostpreußen erste selbständige Röntgeninstitut für Diagnostik und Therapie. 1920 gründete er den Ostdeutschen Verband für Röntgenologie und Lichttherapie, dessen 1. Vorsitzender er wurde. Nach der Angliederung des Verbandes an die Deutsche Röntgengesellschaft wurde er Leiter der Landesgruppe I. Von der Albertus-Universität wurde er zum Professor ernannt. 1934 heiratete er Gerda Salewsky. Er war Mitglied der Deutschnationalen Volkspartei und (ab 1. Mai 1933) der Nationalsozialistischen Deutschen Arbeiterpartei.

## Publikationen
- Eine Methode zur Erleichterung der Auffindung von Parasiteneiern in den Faeces. Deutsche Medizinische Wochenschrift 34 (1908), S. 1510–1511.
- Tuberkelbazillennachweis. Deutsche Medizinische Wochenschrift 36 (1919), S. 891–895.
- Hochfrequenzströme in der Medizin. Deutsche Medizinische Wochenschrift 37 (1911), S. 829–831.
- Untersuchungen über die röntgenologische Darstellbarkeit von Steinen des harnleitenden Apparates. Deutsche Medizinische Wochenschrift 37 (1911), S. 977–980.